# (1115) Sabauda
(1115) Sabauda es el asteroide número 1115, en el cinturón principal. Fue descubierto por el astrónomo Luigi Volta desde el observatorio de Turín, el 13 de diciembre de 1928. Su designación original fue 1928 XC. Más adelante se nombró por la forma en latín de Saboya, la casa reinante en Italia en tiempos del descubrimiento.